# حاجی‌آباد (هرمزگان)
حاجی‌آباد یکی از شهرهای جنوب ایران، مرکز شهرستان حاجی‌آباد و شمالی‌ترین شهر استان هرمزگان است. این شهر در بخش مرکزی شهرستان حاجی‌آباد قرار دارد. فاصله‌ی حاجی‌آباد تا بندرعباس ۱۶۵ کیلومتر است.

## موقعیت کلی شهرستان
ارتفاع متوسط شهرستان حاجی‌آباد از سطح دریا ۱۲۰۰ متر و ارتفاع شهر حاجی‌آباد از سطح دریا ۹۴۵ متر است. این شهرستان از شمال به شهرستان سیرجان در استان کرمان، از شمال‌غرب به شهرستان نی‌ریز (استان فارس)، از شرق به شهرستان ارزوئیه در استان کرمان، از غرب به شهرستان داراب (استان فارس) و از جنوب به بخش فین (شهرستان بندرعباس) محدود است. مرکز این شهرستان در فاصله‌ی ۱۶۵ کیلومتری شمال بندرعباس و در کنار جاده بندرعباس‌ـ‌تهران واقع شده‌است.

## جمعیت
بر پایه سرشماری عمومی نفوس و مسکن در سال ۱۳۹۵ جمعیت این شهر ۲۸٬۹۷۷ نفر بوده‌است.شهرحاجی آباد از لحاظ جمعیتی هشتمین شهر استان هرمزگان است.

## آب و هوا و اقلیم
حاجی‌آباد تابستان‌های گرم وخشک و زمستان‌های نسبتاً سردی دارد. البته دوره گرما در حاجی‌آباد به دلیل نزدیکی به استان کرمان نسبت به بقیه شهرهای هرمزگان کمتر است. اطراف شهر حاجی‌آباد را کوه احاطه کرده‌است. شهر حاجی‌آباد نسبت به بقیه مراکز شهرستان‌های هرمزگان از ارتفاع بیشتری از سطح دریا برخوردار است. ارتفاع شهر حاجی‌آباد طبق منابع سازمان هواشناسی کشور ۹۳۱٬۲ متر از سطح دریاست.

## فرهنگ
شهر حاجی‌آباد به لحاظ فرهنگی از چندین فرهنگ متفاوت تشکیل شده‌است.گويش و پوشش خاص هرمزگانی دارند در این‌میان با نزدیک شدن به روستاهای حاشیه استان فارس و استان کرمان گویش‌ها و فرهنگ مردم به سمت گویش و فرهنگ مردم این استان ها نزدیک شده‌است؛ که این موارد خود از ظرفیت‌های بالای فرهنگی این شهرستان حکایت دارد . با نگاهی به پوشش جنوب شهرستان حاجی‌آباد گویش (فارغانی)و پوشش هرمزگان بیشتر نمایان است .

## تولیدات عشایری
- تولیداتی که بیشتر می‌تواند جنبه فروش داشته باشد مثل: قالی، قالیچه، گلیم چهل ماشوله و گلیم شریکی پیچ.
- تولیداتی که اکنون به مصرف عشایری می‌رسند ولی در گذشته هم جهت مصرف خود و هم برای فروش تولید می‌شدند مانندخورجین، جوال یاخوره، جاجیم و چادرشب.
- تولیداتی که صرفاً جنبه خود مصرفی دارند مانند سیاهچادر، چغ، آینهدان، نمکدان، کشکدان، دو کارتن که تولیدکنندگان در بافت آن‌ها از نقشه استفاده نمی‌کنند و موتیف‌های گیاهی وحیوانی بکار برده شده، عمدتاً از محیط زندگی عشایری الهام گرفته شده‌است و سینه به سینه به بافندگان انتقال یافته‌است. تولیدکنندگان این نوع محصولات در شهرستان حاجی‌آباد در مقایسه با سایر شهرستان‌های استان کمتر تعدادشان کاهش یافته‌است و کسانی که در گذشته بافته‌های مثل خورجین، جاجیم، کشکدان را می‌بافتند. اکنون دست به تولید بافته‌های دیگر که پر فروش هستند در حقیقت همچنان تولیدکننده باقی ماندهاند.

## صنایع دستی
قالی بافی، شیریکی پیچ (نوعی گلیم)، چادر شب بافی، سبدبافی و حصیربافی

## غذاهای محلی
لای برنجی، آبگوشت، تاس کباب، آبگرمو، مژگو، کباب، نان مهیاوه، آب بنه،سیب مچو،کشک کله جوش و …

## مکان‌های گردشگری

### قلعه تاریخی
این قلعه در ورودی شهر حاجی‌آباد قرار دارد و قدمت آن به دوران ایلخانان، تیموریان و صفویه می‌رسد احتمالاً در دوره صفویه نیز از آن استفاده می‌شده‌است. این قلعه روی صخره‌ای در جنوب غربی شهر قرار دارد. ارتفاع بین ۳۰–۲۷ متر و طول و عرض۸۰ متر می‌باشد؛ و دارای هشت برج است. ظاهراً این قلعه در روزگار دولتهای قبل از اسلام بنا شده و بعدها توسط پادشاهان هرمز بازسازی گردیده است. خوانین و کلانتری که در سده اخیر بر قلعه حاجی آباد فرمانروایی می کردند عبارتند از: علی خان و نصیرخان لاری، بعد از آنها حسین خان بهادر میرزا که از طرف سلطان آباد آمده بود و قلعه را فتح کرد. پس از او آقا محمدعلی خان که به دست اعراب کشته شد. علیرضا خان، حاجی خان دراگاهی، کل محمدرضا کیوانی نماینده رئیس عبدالکریم معتضدکیوانی.
در دوره خان خالی، سلطه بر قلعه حاجی آباد علت رزمگاه جنگ های خونین بود که چیزی جز ویرانی قلعه و سیاه روزی روستاییان تهی دست در پی نداشت. کشمکش های خونین و خائنانه میان نصیرخان و علی خان و بعد از آن میان حاجی خان دراگاهی و علی رضا خان از همین دست قداره بندی های طایفه ای است که مانع رشد فئودالیسم ایرانی شد.
زمانی که حاجی خان دراگاهی قلعه را تصرف کرد رضاخان شکایت به قوام شیرازی والی فارس برد. قوام دستور تخلیه قلعه را به حاجی خان دراگاهی داد. از آن به بعد علیرضا خان با لقب صولت السلطان که قوام به او اعطا کرده بود تا پایان قلعه داری کیوانپور پسر رئیس عبدالکریم معتضدکیوانی از آنجا مواظبت کرد

### روستای گیس
روستای گیس داری آبشار بسیار زیبا و قلعه‌ای بزرگ در دل کوه است که زیبایی بسیاری به این روستا داده است.اما عجیب‌ترین چیز در روستای گیس گودالی بسیار عمیق و بزرگ است که انتهای آن مشخص نیست و مردم این روستا اعتقاد دارند که این گودال حاصل برخورد شهاب سنگ به این منطقه است و به این گودال جهنم می‌گویند و داستان‌های زیادی پیرامون این گودال از نسل‌های گذشته وجود دارد. بافت قدیم روستای گیس بصورت پلکانی در دامنه کوه و متصل به قلعه بوده است و بهنگام خطر؛ مردم را به قلعه می بردند و با توجه به داشتن چشمه در قلعه می‌توانستند چندین روز را در آنجا سپری کنند روستای گیس دارای درختان انجیر، انگور، بادام و بنه در سطح بسیار وسیعی در دل کوه و بر روی کوه می‌باشد و نکته دارای اهمیت در مورد این محصولات: کشت تمام ارگانیک این محصولات است که بصورت دیم کشت می شوند و با بارش باران بدون هیچگونه آبیاری و کود تغذیه می شوند که سبب شده است روستای گیس محصولی متمایز به بازار عرضه کند.

### آبشار تزرج
یکی از زیباترین و مهم‌ترین جاذبه‌های شهرستان حاجی‌آباد است که توجه گردشگران زیادی را جلب می‌کند. این آبشار در منطقه‌ای زیبا، سرسبز، خوش آب و هوا، در میان نخلستان‌های روستای تزرج در جنوب غربی شهر حاجی‌آباد واقع شده‌است.

### طبیعت زیبای بخوان
روستای نمونه گردشگری بخوان، روستایی سرسبز با باغ‌های وسیع مرکبات و درختان سردسیری و تنوع گیاهی زیباست که در دره کوه‌های سربه فلک کشیده بخوان و در فاصله ۸۵ کیلومتری شهرستان حاجی‌آباد قرار دارد. در میان باغ‌های بخوان، چشمه‌های آب فراوانی جاری است که آب زمین‌های کشاورزی منطقه را تأمین می‌کند. در فصل زمستان ارتفاعات آن پوشیده از برف می‌شود.

### آسیاب‌های آبی
آسیاب‌های آبی فارغان منزرخان و منوچهر خان در فارغان حاجی‌آباد به صورت غیرفعال و متروکه در تعدادی از آبادی‌ها به چشم می‌خورند. به دلیل آب‌های زیرزمینی و روزمینی فراوان در حاجی‌آباد، آسیاب‌های آبی در گذشته مورد استفاده مردم بوده‌اند. آسیاب‌های تزرج، آسیاب‌های فارغان، آسیاب برغنی، آسیاب سه چشم و آسیاب سعادت آباد از مهم‌ترین آسیاب‌های آبی حاجی‌آباد هستند.

### چشمه‌های آب گرم
این چشمه در مسیر جاده بندرعباس ـ حاجی‌آباد در ۳۰ کیلومتری شرق حاجی‌آباد در دامنه کوه قرار دارد. آب آن از شکاف سنگ‌های آهکی مارنی خارج می‌شود و در ردیف آب‌های گوگردی معدنی است.

### آب گرم ده شیخ
این آب گرم در مسیر جاده حاجی‌آباد به سمت دولت‌آباد و در جنوب شرقی روستای ده شیخ در دامنه کوه قرار دارد. سرچشمه آن در شرق حاجی‌آباد واقع شده‌است. آب چشمه از شکاف سنگ‌های آهکی بیرون می‌آید و در ردیف آب‌های گوگردی است.

### آب گرم معدنوئیه
این آب گرم در مسیر جاده حاجی‌آباد به سمت بندرعباس و در جنوب غربی در روستای معدنوئیه در دامنه کوه قرار دارد. سرچشمه آن از چشمه‌های زیر زمینی منطقه و شمال روستای معدنوئیه واقع شده‌است. آب چشمه دارای خواص درمانی منجمله درمان بیماری‌های پوستی می‌باشد و در ردیف آب‌های گوگردی است.

### کوه فارغان قلعه بونه و تشگرد ۳۲۶۰ متر
یکی از مناطق خوش آب و هوای شهرستان حاجی‌آباد، بخش فارغان و کوه‌های هماگ، زردکوه، فارغان، کوشا و کافری است. این منطقه کوهستانی از طبیعت بکر و زیبایی بهره‌مند است و انواع پرندگان و حیوانات در آن یافت می‌شود.

### کوه سیرو
اين كوه در ۱۰۹ كيلومتري شمال غربي بندرعباس در دهستان آشکارا بخش فارغان شهرستان حاجی آباد واقع است.بلندي آن از سطح دريا ۲٬۹۷۲ متر است.اين كوه از جنوب شرقي به كوه جايين مي پيوندد و با هم رشته كوهي را به درازاي 35 كيلومتر و پهناي 4 تا 9 كيلومتر به وجود مي اورند.

### زیارتگاه و کوه بی بی دختران
این زیارتگاه آرامگاه بانوی بزرگی است که شجره اش مشخص نیست. این زیارتگاه در دامنه کوهی است در شمال حاجی‌آباد و رشته قنات و باغ‌هایی که در اطراف آن وجود دارد به یمن وجود این زیارتگاه همگی به این نام خوانده می‌شوند. این زیارتگاه بعلت قرار گرفتن در میان کوه و باغ‌های میوه یکی از اماکن تفریحی نیز محسوب می‌شود و در میان اهالی بیشتر به کوه بیبی دختران مشهور است.

### سایر آثار تاریخی و جاذبه‌های گردشگری شهرستان
قلعه‌های کافران، احمدی، طارم، طاشکوئیه، باینوج، گلشن، سرخ، و … منطقه حفاظت شده و محوطه تاریخی طارم، گورستان‌های تاریخی، چشمه‌های آبگرم معدنوئیه، چاهو، قارقارو، استکی، قلاتوئیه، کوه سیروئیه، کاروانسرای گهکم، برج سیاهک، قلعه گیس (روستای گیس)، نخلستان‌ها و غارهای هزاربری در روستای شهدادی، غار سرباغ در کوه ملوس، باغات، قنات گهکم، منطقه شکار و تیراندازی ممنوع گلزار و نیزار، روستاهای باغان، سیرمند و …

## سوغات
سوغات شهر حاجی‌آباد شامل خرما (منحصر به فردترين نوع آن كه جنبه تجاري و صادراتي دارد به نام پيارم شناخته ميشود كه در دنيا به نام خرماي شكلاتي معروف است) و مرکبات است.

### کشاورزی
خرمای پیارم (محصول صادراتی شهرستان)
در شهرستان حاجی‌آباد در مجموع ۲۱۰۰ هکتار زمین زیر کشت محصولات زراعی است که ۹۰۰۰ هکتار به محصولات باغی-۵۵۰۰ هکتار به کشت نخل و بقیه به کشت سایر محصولات صیفی و غلات اختصاص دارد محصولات باغی این شهرستان عبارتند از: خرما - لیموترش- نارنگی- پرتقال - انجیر- زیتون - انگور لیموشیرین و اغلب درختان مناطق سردسیر و گرمسیر. از آن میان لیموترش- نارنگی و لیموشیرین مناطق فارغان - احمدی- سیاهک و سیرمند شهرت بسیار زیادی دارد. صیفی جات حاجی‌آباد هم مرغوب و هم برای کشاورزان و سرمایه‌گذاران در تولید کشاورزی فوق‌العاده سودآور است. این محصولات و غلات شامل: جو - ذرت- هندوانه - خیار- گوجه فرنگی-سیب - پیاز - طالبی- گرمک و کمی هم حبوبات می‌باشد. همجنین درختان و گیاهان کوهی و دارویی نیز در این شهرستان قابل توجه سرمایه‌گذاران است. از آن میان می‌توان به کنارهای چندساله دارای میوه زالزالک اشاره کرد. دیگر درختان کوهی عبارتند از: بادام وحشی- گیش- بید و درختان مورت- خیزران و کهور. گیاهان دارویی شامل: گل بومادران- کلپوره - آویشن - گون و غیره می‌باشد.

## موقعیت ارتباطی
شهر حاجی‌آباد در مسیر ترانزیتی کشور واقع شده‌است و محور اصلی جنوب به شمال کشور از این شهر عبور می‌کند.

### راه و حمل و نقل
حاجی‌آباد به وسیله راه‌های آسفالته به شهرهای زیر دسترسی دارد:
- بزرگراه حاجی‌آباد- سیرجان: (جنوب به شمال)
- بزرگراه حاجی‌آباد- بندرعباس: (شمال به جنوب)
- محور حاجی‌آباد-ارزوئیه - بافت: (غرب به شرق)

### فاصله تا شهرها
- فاصله تا بندرعباس: ۱۶۵ کیلومتر
- فاصله تا سیرجان: ۱۴۰ کیلومتر
- فاصله تا کرمان: ۳۲۰ کیلومتر
- فاصله تا بافت: ۱۷۰ کیلومتر
- فاصله تا ارزوئیه: ۶۵ کیلومتر

## مراکز آموزشی
- دانشگاه پیام نور حاجی‌آباد
- دانشگاه آزاد اسلامی واحد حاجی‌آباد
- سازمان فنی و حرفه‌ای مرکز حاجی‌آباد
- مرکز آموزش کشاورزی حاجی اباد (دانشگاه جامع علمی کاربردی)
- حوزه علمیه حاجی آباد